# Gilberto Palacios
Gilberto Ramón Palacios Acosta (Asunción, 8 gennaio 1980) è un ex calciatore paraguaiano, di ruolo attaccante.

## Carriera
Ha giocato nella prima divisione paraguaiana ed in quella cilena.

## Palmarès

### Club

#### Competizioni nazionali
- Campionato paraguaiano: 3

Olimpia: 1998, 1999, 2000

#### Competizioni internazionali
- Coppa Libertadores: 1

Olimpia: 2002
- Recopa Sudamericana: 1

Olimpia: 2003